# Astronesthes lucibucca
Astronesthes lucibucca är en fiskart som beskrevs av Nikolai V. Parin och Borodulina, 1996. Astronesthes lucibucca ingår i släktet Astronesthes och familjen Stomiidae. Inga underarter finns listade.